# NGC 5525
NGC 5525 este o galaxie seyfert de tip 2⁠(d) situată în constelația Boarul. A fost descoperită în 3 mai 1883 de către Édouard Stephan⁠(d).